# Museo archeologico nazionale del Sannio Caudino
Il museo archeologico nazionale del Sannio Caudino è un museo di Montesarchio (provincia di Benevento) che raccoglie le testimonianze archeologiche provenienti dalle principali città dei Sanniti Caudini: Caudium (che sorgeva presso l'attuale Montesarchio), Saticula (localizzata forse tra Sant'Agata de' Goti e Moiano) e Telesia (l'odierna San Salvatore Telesino).
Dal dicembre 2014 il Ministero della Cultura lo gestisce tramite il Polo museale della Campania, nel dicembre 2019 divenuto Direzione Regionale dei Musei della Campania.

## Collezioni
Il museo si trova nel castello di Montesarchio; inaugurato il 30 giugno 2007, attualmente conta circa 300 reperti ed è organizzato al primo piano del castello e dipende dalla Direzione regionale dei Musei della Campania del Ministero della Cultura.
Una sezione è dedicata alla raccolta di vasi, massimamente crateri figurati di produzione attica e italiota, fra i quali rileva "Il ratto di Europa", meglio noto come il "vaso di Assteas", del IV secolo a.C., esumato da tombaroli in una necropoli a Sant'Agata de' Goti.
Ad alcuni crateri è riservata una presentazione multimediale divulgativa, la mostra “Rosso immaginario”, allestita nell'ala ottocentesca del Castello destinata dai Borbone a prigione di Stato.